# Жузгун бакинский
Жузгу́н баки́нский, или Джузгун Пету́нникова (лат. Calligonum bakuense) — вид двудольных растений рода Джузгун (Calligonum) семейства Гречишные (Polygonaceae). Растение впервые описано в 1922 году российским ботаником Дмитрием Ивановичем Литвиновым.

## Распространение, описание
Эндемик Азербайджана. Распространён на Апшеронском полуострове.
Листопадный кустарник. Листья незаметные, простые, размещены по всей длине стебля. Цветки с пятью лепестками, околоцветник актиноморфный. Плод — орешек.

## Значение, охранный статус
Культивируется для кормовых и технических целей.
С 1978 года входил в Красную книгу СССР; в дальнейшем (c 1989 года) был включён в Красную книгу Азербайджана.

## Синонимика
Синонимичное название — Calligonum petunnikowii (Litv.).